# Ordem da Águia Negra

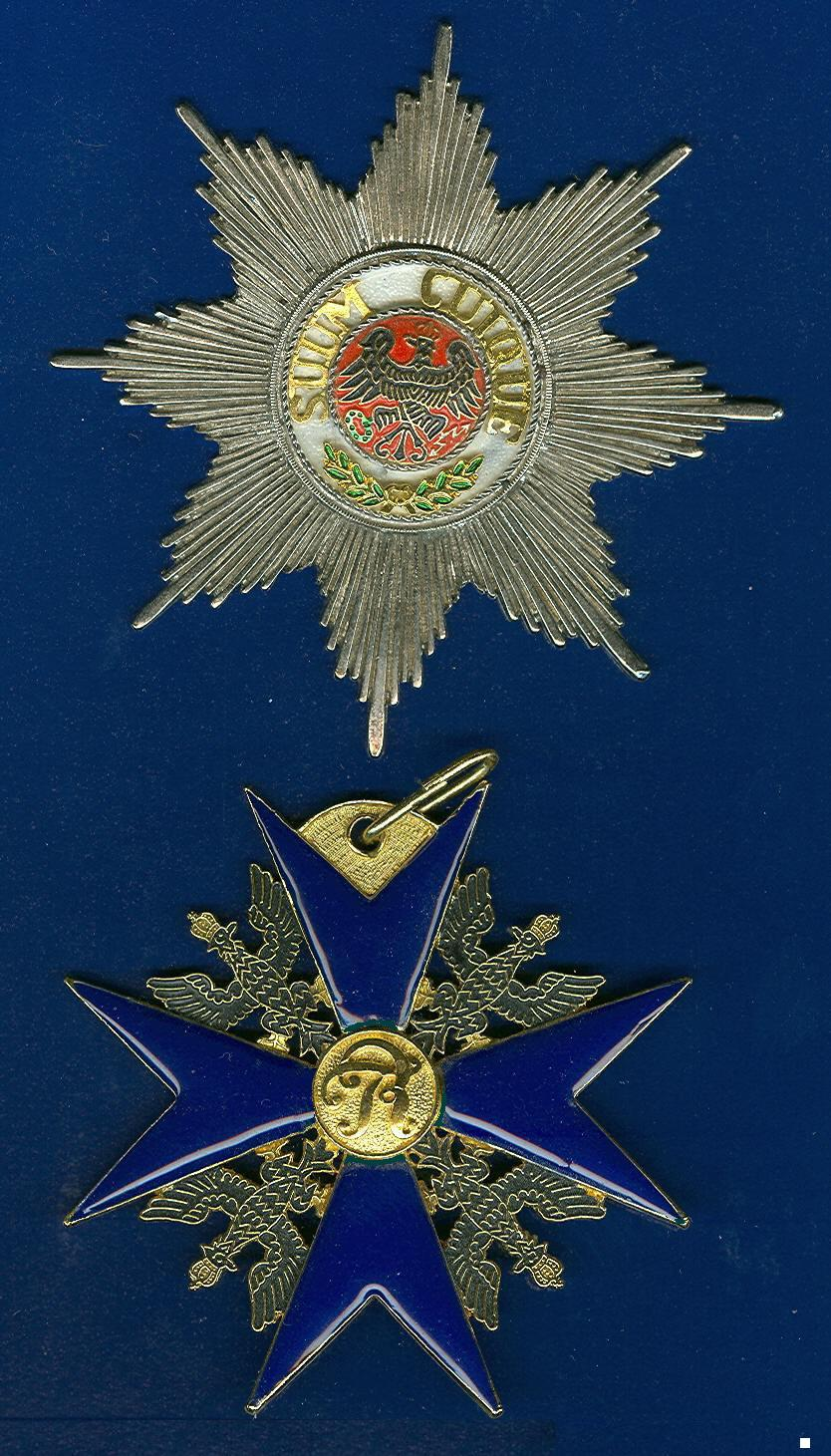
Ordem da Águia Negra

A Ordem da Águia Negra (Alemão: Schwarzer-Adler-Orden) foi a mais alta ordem de cavalaria do Reino da Prússia.
Foi instituída em 17 de Janeiro de 1701 por Frederico III de Brandemburgo (posteriormente Frederico I, rei da Prússia). A ordem ficou obsoleta após a abdicação do Kaiser Wilhelm II em 1918, após a derrota do Império Alemão na Primeira Guerra Mundial, último rei da Prússia e Kaiser Alemão. Embora que na atualidade ocorra algumas nomeações para que nobres de origem alemã adentrem na ordem como os Príncipes de Oldemburgo (Grão-Duque de Oldemburgo).

## Receptores notáveis
Desde a sua criação em 1701 até 1918, a ordem foi entregue 407 vezes.
Lista parcial:

### Membros da casa real prussiana
- Frederico Guilherme I da Prússia
- Frederico II da Prússia
- Frederico Guilherme III da Prússia
- Guilherme I da Alemanha
- Frederico III da Alemanha
- Wilhelm II da Alemanha

### Outras casas reinantes
- Alberto I da Bélgica
- Alexandre III da Rússia
- Príncipe Artur, Duque de Connaught

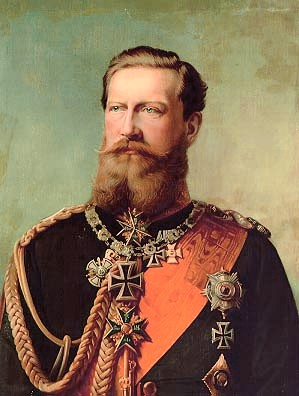
Frederico III da Alemanha

- Cristiano IX da Dinamarca
- Chulalongkorn
- Eduardo VII do Reino Unido
- Francisco José I da Áustria
- Frederico VIII da Dinamarca
- Jorge V do Reino Unido
- Leopoldo II da Bélgica
- Pedro II do Brasil

- Luís XVIII de França
- Luís II da Baviera
- Luís III da Baviera
- Meiji do Japão
- Nicolau II da Rússia
- Taishō
- Humberto I de Itália
- Vítor Emanuel III da Itália
- Guilherme III dos Países Baixos
- Guilherme IV do Reino Unido

### Civis e militares
- Otto von Bismarck
- Gebhard von Blücher
- Bernhard von Bülow
- Paul von Hindenburg
- August von Mackensen
- Alexander Suvorov
- Alfred von Tirpitz